# استیون ساتلاف
استیون جوئل ساتلاف (به انگلیسی: Steven Joel Sotloff) خبرنگار آمریکایی-اسرائیلی بود. او در سال ۲۰۱۳ در حلب سوریه ربوده شد و توسط پیکارجویان سلفی زندانی شده بود. در ۲ سپتامبر ۲۰۱۴، ویدئویی توسط داعش منتشر شد که در آن نشان می‌داد ساتلوف توسط سربازان دولت اسلامی سربریده شد.

## دوره اولیه زندگی و تحصیلات
استیو ساتلوف فرزند آرتور و شرلی از اهالی پاین‌کرست، فلوریدا بود. او در همانجا بزرگ شد، درآکادمی اتحادیه کیمبال، یک مدرسه شبانه‌روزی خصوصی در مریدن، نیوهمپشایر تحصیل کرد و سپس طی سال‌های ۲۰۰۲ تا ۲۰۰۴ به دانشگاه مرکز فلوریدا رفت و در رشته روزنامه‌نگاری به تحصیل پرداخت. در مرکز بین رشته ای هرتزلیا در اسرائیل هم تحصیل کرده بود. ساتلوف یک یهودی بود و سابقاً در  مدرسه روزانه معبد بث ام در فلوریدا کار می‌کرد.

## فعالیت
او ابتدا به یمن رفت و در آنجا زبان عربی آموخت و با یک شماره موبایل یمنی در کل آن منطقه سفر کرد. فعالیت خود را در حین بهار عربی آغاز کرد. ساتلوف برای نشریات خبری کریستین ساینس مانیتور، نشنال اینترست، فارن پالیسی، تایم، ورلد افرز، مدیا لاین کار کرده بود و در شبکه‌های تلویزیونی سی‌ان‌ان و فاکس نیوز هم ظاهر شده بود. مسائل کاری او را چند بار به سوریه کشانده بود و به کشورهای مصر، ترکیه، لیبی، بحرین هم سفر کرده بود.

## ربوده شدن و مرگ
ساتلوف در ۴ اوت ۲۰۱۳ پس از اینکه از مرز ترکیه وارد سوریه شد، در نزدیکی شهر حلب در سوریه ربوده شد. او در رقه نگهداری می‌شد. خانواده او خبرها را مخفی نگه داشتند و می‌ترسیدند که در صورت افشا کردن آنها، به او آسیب برسد. آژانس‌های دولتی و خانواده او یک سال به صورت مخفیانه در تلاش بودند که او را آزاد کنند. در ۱۹ اوت ۲۰۱۴، داعش ویدئویی با عنوان «پیغامی برای آمریکا» منتشر کرد که در آن سربریده‌شدن جیمز فولی، دیگر خبرنگار آمریکایی به تصویر کشیده می‌شد. در پایان این ویدئو، داعش رئیس جمهور آمریکا، باراک اوباما را تهدید کرد که «حرکت بعدی او» تعیین‌کننده سرنوشت ساتلوف خواهد بود.
با این حال، چند روز پس از منتشر شدن این تهدید، ایالات متحده حملات هوایی خود علیه داعش را شدت بخشید و ۱۴ موشک به هامویهای داعش در نزدیکی سد موصل شلیک کرد.
کمی پس از منتشر شدن ویدئو، دادخواستی در WhiteHouse.gov آغاز شد که از اوباما درخواست می‌شد تا جان ساتلوف را نجات دهد. این دادخواست در عرض چند روز هزاران امضا جمع کرد.
ایندیپندنت از قول خانواده این خبرنگار نوشته که یک گروه میانه‌رو، جایگاه ساتلوف را در ازای مبلغی تا سقف ۵۰٫۰۰۰ دلار (بین ۲۵٫۰۰۰ تا ۵۰٫۰۰۰ دلار)، به داعش لو داده است. با این حال، نشریه د هیل از قول سی ان ان نوشت که گروه‌های میانه‌رو ابتدا او را دستگیر کرده و سپس به داعش فروخته‌اند. او دقایقی پیش از ربوده شدن با یک آشنای خانوادگی تماس گرفته و گفته بود که وارد خاک سوریه شده است.
در ۲۷ اوت ۲۰۱۴، مادر ساتلوف ویدئوی کوتاهی منتشر کرد که در آن از ابوبکر بغدادی، رهبر داعش درخواست می‌کرد که پسرش را آزاد کند.
در ۲ سپتامبر ۲۰۱۴، گروه اطلاعات سایت، ویدئویی از قتل ساتلوف را در یک «سایت اشتراک‌گذاری فایل» پیدا کردند و آن را برای مشترکین خود فرستاندند. این ویدئو که به عنوان «دومین پیام برای آمریکا» برای متوقف کردن حملات هوایی در عراق منتشر شده بود، سربریده‌شدن ساتلوف توسط جان جهادگرا را نشان می‌داد همان شخصی که سابقاً فولی را سربریده بود. در این ویدئو، شخص قاتل می‌گوید: «من برگشتم، اوباما، به خاطر سیاست خارجی خودبزرگ‌بینانه شما در قبال دولت اسلامی برگشتم، به خاطر اصرار شما بر ادامه‌دادن بمباران بر روی سد موصل، با وجود هشدارهای جدی ما، برگشتم. پس هرچقدر که موشک‌های شما به بمباران کردن مردم ما ادامه دهند، چاقوی ما هم همانقدر به گردن‌زدن مردم شما ادامه خواهند داد». در پایان ویدئو، یک بریتانیایی به نام دیوید هینس، به عنوان هدف بعدی برای سربریدن معرفی می‌شود. کاخ سفید اصالت این ویدئو را تأیید کرده است.